# Liga Primera
Liga Primera – najwyższa klasa rozgrywkowa piłki nożnej mężczyzn w Nikaragui. Występuje w niej dziesięć profesjonalnych klubów, z których najlepszy zostaje mistrzem Nikaragui.
Rozgrywki są toczone systemem ligowo-pucharowym. Po zakończeniu regularnego sezonu sześć najlepszych zespołów kwalifikuje się do fazy play-off – dwie najlepsze do półfinałów, a cztery kolejne do barażów o półfinały. Zwycięzca fazy play-off zdobywa tytuł mistrzowski. W ciągu roku rozgrywane są dwa niezależne półroczne sezony – jesienią Apertura, natomiast wiosną Clausura. Co roku najsłabsza drużyna z sumarycznej tabeli regularnych sezonów Apertury i Clausury spada do drugiej ligi, a przedostatnia gra baraże o utrzymanie z wicemistrzem drugiej ligi. Dwa najlepsze nikaraguańskie zespoły co roku kwalifikują się do rozgrywek Pucharu Ameryki Centralnej CONCACAF, które stanowią eliminacje do Pucharu Mistrzów CONCACAF.

## Aktualny skład
|  |  | Klub             | Miasto    | Założenie | Stadion                | Pojemność     |
|  |  | ---------------- | --------- | --------- | ---------------------- | ------------- |
|  |  | Deportivo Ocotal | Ocotal    | 2002      | Roy Fernando Bermúdez  | 3 000 miejsc  |
|  |  | Diriangén        | Diriamba  | 1917      | Cacique Diriangén      | 8 500 miejsc  |
|  |  | Managua          | Managua   | 2006      | Nacional de Fútbol     | 15 000 miejsc |
|  |  | Matagalpa        | Matagalpa | 1980      | Carlos Fonseca Amador  | 1 800 miejsc  |
|  |  | Municipal Jalapa | Jalapa    | 2011      | Alejandro Ramos Turcio | 2 000 miejsc  |
|  |  | Rancho Santana   | Tola      | 2015      | Nacional de Fútbol     | 15 000 miejsc |
|  |  | Real Estelí      | Estelí    | 1961      | Independencia          | 4 800 miejsc  |
|  |  | Sport Sébaco     | Sébaco    | 2018      | Carlos Fonseca Amador  | 1 800 miejsc  |
|  |  | UNAN Managua     | Managua   | 1983      | Nacional de Fútbol     | 15 000 miejsc |
|  |  | Walter Ferretti  | Managua   | 1987      | Nacional de Fútbol     | 15 000 miejsc |

## Triumfatorzy
| 1933          | Alas (1)                   | brak danych                | brak danych                | brak danych                | brak danych                | brak danych                | Arturo Angarita Núñez      | Alas                       |                            |
| 1934          | Club Atlético (1)          | brak danych                | brak danych                | brak danych                | brak danych                | brak danych                | brak danych                | Club Atlético              |                            |
| 1935          | nie rozgrywano (1935–1938) | nie rozgrywano (1935–1938) | nie rozgrywano (1935–1938) | nie rozgrywano (1935–1938) | nie rozgrywano (1935–1938) | nie rozgrywano (1935–1938) | nie rozgrywano (1935–1938) | nie rozgrywano (1935–1938) | nie rozgrywano (1935–1938) |
| 1936          | nie rozgrywano (1935–1938) | nie rozgrywano (1935–1938) | nie rozgrywano (1935–1938) | nie rozgrywano (1935–1938) | nie rozgrywano (1935–1938) | nie rozgrywano (1935–1938) | nie rozgrywano (1935–1938) | nie rozgrywano (1935–1938) | nie rozgrywano (1935–1938) |
| 1937          | nie rozgrywano (1935–1938) | nie rozgrywano (1935–1938) | nie rozgrywano (1935–1938) | nie rozgrywano (1935–1938) | nie rozgrywano (1935–1938) | nie rozgrywano (1935–1938) | nie rozgrywano (1935–1938) | nie rozgrywano (1935–1938) | nie rozgrywano (1935–1938) |
| 1938          | nie rozgrywano (1935–1938) | nie rozgrywano (1935–1938) | nie rozgrywano (1935–1938) | nie rozgrywano (1935–1938) | nie rozgrywano (1935–1938) | nie rozgrywano (1935–1938) | nie rozgrywano (1935–1938) | nie rozgrywano (1935–1938) | nie rozgrywano (1935–1938) |
| 1939          | Lido (1)                   | brak danych                | brak danych                | brak danych                | brak danych                | brak danych                | brak danych                | Lido                       |                            |
| 1940          | Diriangén (1)              | brak danych                | brak danych                | brak danych                | brak danych                | brak danych                | brak danych                | Diriangén                  |                            |
| 1941          | Diriangén (2)              | brak danych                | brak danych                | brak danych                | brak danych                | brak danych                | brak danych                | Diriangén                  |                            |
| 1942          | Diriangén (3)              | brak danych                | brak danych                | brak danych                | brak danych                | brak danych                | brak danych                | Diriangén                  |                            |
| 1943          | Diriangén (4)              | brak danych                | brak danych                | brak danych                | brak danych                | brak danych                | brak danych                | Diriangén                  |                            |
| 1944          | Diriangén (5)              | brak danych                | brak danych                | brak danych                | brak danych                | brak danych                | brak danych                | Diriangén                  |                            |
| 1945          | Diriangén (6)              | brak danych                | brak danych                | brak danych                | brak danych                | brak danych                | brak danych                | Diriangén                  |                            |
| 1946          | Ferrocarril (1)            | brak danych                | brak danych                | brak danych                | brak danych                | brak danych                | brak danych                | Ferrocarril                |                            |
| 1947          | Colegio Centroamérica (1)  | brak danych                | brak danych                | brak danych                | brak danych                | brak danych                | brak danych                | Colegio Centroamérica      |                            |
| 1948          | Ferrocarril (2)            | walkower                   | Diriangén                  | brak danych                | brak danych                | brak danych                | brak danych                | Ferrocarril                |                            |
| 1949          | Diriangén (7)              | brak danych                | brak danych                | brak danych                | brak danych                | brak danych                | brak danych                | Diriangén                  |                            |
| 1950          | Aduana (1)                 | brak danych                | brak danych                | brak danych                | brak danych                | brak danych                | brak danych                | Aduana                     |                            |
| 1951          | Aduana (2)                 | brak danych                | brak danych                | brak danych                | brak danych                | brak danych                | brak danych                | Aduana                     |                            |
| 1952          | nie rozgrywano (1952)      | nie rozgrywano (1952)      | nie rozgrywano (1952)      | nie rozgrywano (1952)      | nie rozgrywano (1952)      | nie rozgrywano (1952)      | nie rozgrywano (1952)      | nie rozgrywano (1952)      | nie rozgrywano (1952)      |
| 1953          | Diriangén (8)              | brak danych                | brak danych                | brak danych                | brak danych                | brak danych                | brak danych                | Diriangén                  |                            |
| 1954          | La Salle (1)               | brak danych                | brak danych                | brak danych                | brak danych                | brak danych                | brak danych                | La Salle                   |                            |
| 1955          | Aduana (3)                 | brak danych                | brak danych                | brak danych                | brak danych                | brak danych                | brak danych                | Aduana                     |                            |
| 1956          | Diriangén (9)              | brak danych                | brak danych                | brak danych                | brak danych                | brak danych                | Eduardo Kosovic            | Diriangén                  |                            |
| 1957          | nie rozgrywano (1957)      | nie rozgrywano (1957)      | nie rozgrywano (1957)      | nie rozgrywano (1957)      | nie rozgrywano (1957)      | nie rozgrywano (1957)      | nie rozgrywano (1957)      | nie rozgrywano (1957)      | nie rozgrywano (1957)      |
| 1958          | Club Atlético (2)          | brak danych                | brak danych                | brak danych                | brak danych                | brak danych                | brak danych                | Club Atlético              |                            |
| 1959          | Diriangén (10)             | brak danych                | brak danych                | brak danych                | brak danych                | brak danych                | brak danych                | Diriangén                  |                            |
| 1960          | La Nica (1)                | brak danych                | brak danych                | brak danych                | brak danych                | brak danych                | brak danych                | La Nica                    |                            |
| 1961          | Santa Cecilia (1)          | brak danych                | brak danych                | brak danych                | brak danych                | brak danych                | brak danych                | Santa Cecilia              |                            |
| 1962          | nie rozgrywano (1962–1964) | nie rozgrywano (1962–1964) | nie rozgrywano (1962–1964) | nie rozgrywano (1962–1964) | nie rozgrywano (1962–1964) | nie rozgrywano (1962–1964) | nie rozgrywano (1962–1964) | nie rozgrywano (1962–1964) | nie rozgrywano (1962–1964) |
| 1963          | nie rozgrywano (1962–1964) | nie rozgrywano (1962–1964) | nie rozgrywano (1962–1964) | nie rozgrywano (1962–1964) | nie rozgrywano (1962–1964) | nie rozgrywano (1962–1964) | nie rozgrywano (1962–1964) | nie rozgrywano (1962–1964) | nie rozgrywano (1962–1964) |
| 1964          | nie rozgrywano (1962–1964) | nie rozgrywano (1962–1964) | nie rozgrywano (1962–1964) | nie rozgrywano (1962–1964) | nie rozgrywano (1962–1964) | nie rozgrywano (1962–1964) | nie rozgrywano (1962–1964) | nie rozgrywano (1962–1964) | nie rozgrywano (1962–1964) |
| 1965          | Santa Cecilia (2)          | brak danych                | brak danych                | brak danych                | brak danych                | brak danych                | brak danych                | Santa Cecilia              |                            |
| 1966          | Flor de Caña (1)           | brak danych                | brak danych                | brak danych                | brak danych                | brak danych                | brak danych                | Flor de Caña               |                            |
| 1967          | Flor de Caña (2)           | brak danych                | brak danych                | brak danych                | brak danych                | brak danych                | brak danych                | Flor de Caña               |                            |
| 1968          | UCA (1)                    | brak danych                | brak danych                | Manuel Cuadra              | Diriangén                  | b.d.                       | brak danych                | UCA                        |                            |
| 1969          | Diriangén (11)             | brak danych                | brak danych                | Manuel Cuadra (2)          | Diriangén                  | b.d.                       | Livio Bendaña              | Diriangén                  |                            |
| 1970          | Diriangén (12)             | brak danych                | brak danych                | brak danych                | brak danych                | brak danych                | Livio Bendaña (2)          | Diriangén                  |                            |
| 1971          | Santa Cecilia (3)          | brak danych                | brak danych                | brak danych                | brak danych                | brak danych                | brak danych                | Santa Cecilia              |                            |
| 1972          | Santa Cecilia (4)          | brak danych                | brak danych                | Manuel Cuadra (3)          | brak danych                | brak danych                | brak danych                | Santa Cecilia              |                            |
| 1973          | Santa Cecilia (5)          | brak danych                | brak danych                | brak danych                | brak danych                | brak danych                | brak danych                | Santa Cecilia              |                            |
| 1974          | Diriangén (13)             | brak danych                | brak danych                | brak danych                | brak danych                | brak danych                | brak danych                | Diriangén                  |                            |
| 1975          | UCA (2)                    | brak danych                | brak danych                | Manuel Cuadra (4)          | brak danych                | brak danych                | brak danych                | UCA                        |                            |
| 1976          | UCA (3)                    | brak danych                | brak danych                | Manuel Cuadra (5)          | brak danych                | brak danych                | brak danych                | UCA                        |                            |
| 1977          | UCA (4)                    | brak danych                | brak danych                | Manuel Cuadra (6)          | brak danych                | brak danych                | brak danych                | UCA                        |                            |
| 1978          | nie rozgrywano (1978–1979) | nie rozgrywano (1978–1979) | nie rozgrywano (1978–1979) | nie rozgrywano (1978–1979) | nie rozgrywano (1978–1979) | nie rozgrywano (1978–1979) | nie rozgrywano (1978–1979) | nie rozgrywano (1978–1979) | nie rozgrywano (1978–1979) |
| 1979          | nie rozgrywano (1978–1979) | nie rozgrywano (1978–1979) | nie rozgrywano (1978–1979) | nie rozgrywano (1978–1979) | nie rozgrywano (1978–1979) | nie rozgrywano (1978–1979) | nie rozgrywano (1978–1979) | nie rozgrywano (1978–1979) | nie rozgrywano (1978–1979) |
| 1980          | Búfalos (1)                | brak danych                | brak danych                | brak danych                | brak danych                | brak danych                | brak danych                | Búfalos                    |                            |
| 1981          | Diriangén (14)             | brak danych                | brak danych                | Manuel Cuadra (7)          | brak danych                | brak danych                | brak danych                | Diriangén                  |                            |
| 1982          | Diriangén (15)             | brak danych                | brak danych                | Manuel Cuadra (8)          | brak danych                | brak danych                | brak danych                | Diriangén                  |                            |
| 1983          | Diriangén (16)             | brak danych                | brak danych                | Mauricio Cruz              | Diriangén                  | 14                         | brak danych                | Diriangén                  |                            |
| 1984          | Deportivo Masaya (1)       | brak danych                | brak danych                | Mauricio Cruz (2)          | Diriangén                  | 12                         | Pedro Condú                | Deportivo Masaya           |                            |
| 1985          | América Managua (1)        | 2–1                        | Diriangén                  | Mauricio Cruz (3)          | Diriangén                  | 19                         | Florencio Leiva            | América Managua            |                            |
| 1986          | Deportivo Masaya (2)       | brak danych                | brak danych                | brak danych                | brak danych                | brak danych                | brak danych                | Deportivo Masaya           |                            |
| 1987          | Diriangén (17)             | 2–2 (6–5 k)                | América Managua            | Mauricio Cruz (4)          | Diriangén                  | 17                         | brak danych                | Diriangén                  |                            |
| 1988          | América Managua (2)        | brak danych                | Diriangén                  | brak danych                | brak danych                | brak danych                | Florencio Leiva (2)        | América Managua            |                            |
| 1989          | Diriangén (18)             | brak danych                | brak danych                | brak danych                | brak danych                | brak danych                | Mauricio Cruz              | Diriangén                  |                            |
| 1990          | América Managua (3)        | brak danych                | Walter Ferretti            | Livio Bendaña              | Diriangén                  | b.d.                       | Florencio Leiva (3)        | América Managua            |                            |
| 1991          | Real Estelí (1)            | 1–1 (7–6 k)                | Diriangén                  | brak danych                | brak danych                | brak danych                | Leonidas Rodríguez         | Real Estelí                |                            |
| 1992          | Diriangén (19)             | brak danych                | brak danych                | brak danych                | brak danych                | brak danych                | Mauricio Cruz (2)          | Diriangén                  |                            |
| 1993          | Juventus Managua (1)       | brak danych                | brak danych                | brak danych                | brak danych                | brak danych                | Edison Oquendo             | Juventus Managua           |                            |
| 1994          | Juventus Managua (2)       | brak danych                | brak danych                | brak danych                | brak danych                | brak danych                | Edison Oquendo (2)         | Juventus Managua           |                            |
| 1994/1995     | Diriangén (20)             | brak danych                | Real Estelí                | brak danych                | brak danych                | brak danych                | Mauricio Cruz (3)          | Diriangén                  |                            |
| 1995/1996     | Diriangén (21)             | 1–0                        | Bautista                   | brak danych                | brak danych                | brak danych                | Mauricio Cruz (4)          | Diriangén                  |                            |
| 1996/1997     | Diriangén (22)             | 2–1                        | Real Estelí                | Livio Bendaña (2)          | Walter Ferretti            | 25                         | Mauricio Cruz (5)          | Diriangén                  |                            |
| 1996/1997     | Diriangén (22)             | 2–1                        | Real Estelí                | César Rostrán              | Bautista                   | 25                         | Mauricio Cruz (5)          | Diriangén                  |                            |
| 1997/1998     | Walter Ferretti (1)        | 1–0                        | Masachapa                  | José María Bermúdez        | Diriangén                  | b.d.                       | Carlos Aguilar             | Walter Ferretti            |                            |
| 1998/1999     | Real Estelí (2)            | 0–0 (3–1 k)                | Diriangén                  | Sergio Gago                | Diriangén                  | b.d.                       | Francisco Rojas            | Real Estelí                |                            |
| 1999/2000     | Diriangén (23)             | 1–0 (pd)                   | Walter Ferretti            | Lester González            | Diriangén                  | b.d.                       | Mauricio Cruz (6)          | Diriangén                  |                            |
| 2000/2001     | Walter Ferretti (2)        | 0–0                        | Diriangén                  | brak danych                | brak danych                | brak danych                | Alberto Vásquez            | Walter Ferretti            |                            |
| 2000/2001     | Walter Ferretti (2)        | 0–0 (5–3 k)                | Diriangén                  | brak danych                | brak danych                | brak danych                | Alberto Vásquez            | Walter Ferretti            |                            |
| 2001/2002     | Deportivo Jalapa (1)       | 1–1                        | Walter Ferretti            | Emilio Palacios            | Diriangén                  | 15                         | Leonidas Rodríguez (2)     | Deportivo Jalapa           |                            |
| 2001/2002     | Deportivo Jalapa (1)       | 4–0                        | Walter Ferretti            | Emilio Palacios            | Diriangén                  | 15                         | Leonidas Rodríguez (2)     | Deportivo Jalapa           |                            |
| 2002/2003     | Real Estelí (3)            | 0–1                        | Diriangén                  | Carlos Novoa               | Diriangén                  | b.d.                       | Otoniel Olivas             | Real Estelí                |                            |
| 2002/2003     | Real Estelí (3)            | 3–0                        | Diriangén                  | Carlos Novoa               | Diriangén                  | b.d.                       | Otoniel Olivas             | Real Estelí                |                            |
| Apertura 2003 | Real Estelí (4)            | 0–0                        | Diriangén                  | Emilio Palacios (2)        | Diriangén                  | 19                         | Otoniel Olivas (2)         | Real Estelí                |                            |
| Apertura 2003 | Real Estelí (4)            | 1–0                        | Diriangén                  | Emilio Palacios (2)        | Diriangén                  | 19                         | Otoniel Olivas (2)         | Real Estelí                |                            |
| Clausura 2004 | Real Estelí (5)            | 1–0                        | Diriangén                  | Emilio Palacios (3)        | Diriangén                  | 8                          | Otoniel Olivas (3)         | Real Estelí                |                            |
| Clausura 2004 | Real Estelí (5)            | 0–0                        | Diriangén                  | Miguel Ángel Sánchez       | Real Madriz                | 8                          | Otoniel Olivas (3)         | Real Estelí                |                            |
| Apertura 2004 | Diriangén (24)             | 0–0                        | Real Estelí                | Emilio Palacios (4)        | Diriangén                  | 17                         | Mauricio Cruz (7)          | Diriangén                  |                            |
| Apertura 2004 | Diriangén (24)             | 1–0                        | Real Estelí                | Emilio Palacios (4)        | Diriangén                  | 17                         | Mauricio Cruz (7)          | Diriangén                  |                            |
| Clausura 2005 | Diriangén (25)             | 1–0                        | Parmalat                   | brak danych                | brak danych                | brak danych                | Mauricio Cruz (8)          | Diriangén                  |                            |
| Clausura 2005 | Diriangén (25)             | 0–1 (3–2 k)                | Parmalat                   | brak danych                | brak danych                | brak danych                | Mauricio Cruz (8)          | Diriangén                  |                            |
| 2005/2006     | Diriangén (26)             | 2–1                        | Real Estelí                | brak danych                | brak danych                | brak danych                | Mauricio Cruz (9)          | Diriangén                  |                            |
| 2005/2006     | Diriangén (26)             | 0–1 (w)                    | Real Estelí                | brak danych                | brak danych                | brak danych                | Mauricio Cruz (9)          | Diriangén                  |                            |
| 2006/2007     | Real Estelí (6)            | brak                       | Real Madriz                | brak danych                | brak danych                | brak danych                | Otoniel Olivas (4)         | Real Estelí                |                            |
| 2007/2008     | Real Estelí (7)            | brak                       | Walter Ferretti            | brak danych                | brak danych                | brak danych                | Otoniel Olivas (5)         | Real Estelí                |                            |
| 2008/2009     | Real Estelí (8)            | brak                       | brak                       | brak danych                | brak danych                | brak danych                | Otoniel Olivas (6)         | Real Estelí                |                            |
| 2009/2010     | Real Estelí (9)            | 0–0                        | Walter Ferretti            | brak danych                | brak danych                | brak danych                | Otoniel Olivas (7)         | Real Estelí                |                            |
| 2009/2010     | Real Estelí (9)            | 1–1 (w)                    | Walter Ferretti            | brak danych                | brak danych                | brak danych                | Otoniel Olivas (7)         | Real Estelí                |                            |
| 2010/2011     | Real Estelí (10)           | 1–0                        | Walter Ferretti            | Heberth Cabrera            | Diriangén                  | b.d.                       | Otoniel Olivas (8)         | Real Estelí                |                            |
| 2010/2011     | Real Estelí (10)           | 1–2 (4–2 k)                | Walter Ferretti            | Heberth Cabrera            | Diriangén                  | b.d.                       | Otoniel Olivas (8)         | Real Estelí                |                            |
| 2011/2012     | Real Estelí (11)           | brak                       | brak                       | brak danych                | brak danych                | brak danych                | Otoniel Olivas (9)         | Real Estelí                |                            |
| 2012/2013     | Real Estelí (12)           | brak                       | brak                       | brak danych                | brak danych                | brak danych                | Otoniel Olivas (10)        | Real Estelí                |                            |
| 2013/2014     | Real Estelí (13)           | brak                       | brak                       | Daniel Cadena              | Walter Ferretti            | 21                         | Otoniel Olivas (11)        | Real Estelí                |                            |
| 2014/2015     | Walter Ferretti (3)        | 1–0                        | Real Estelí                | Marlon Barrios             | Real Madriz                | 30                         | Flávio da Silva            | Walter Ferretti            |                            |
| 2014/2015     | Walter Ferretti (3)        | 1–1                        | Real Estelí                | Marlon Barrios             | Real Madriz                | 30                         | Flávio da Silva            | Walter Ferretti            |                            |
| 2015/2016     | Real Estelí (14)           | 2–0                        | UNAN Managua               | Luis Galeano               | Real Estelí                | 19                         | Otoniel Olivas (12)        | Real Estelí                |                            |
| 2015/2016     | Real Estelí (14)           | 1–1                        | UNAN Managua               | Raúl Leguías               | Walter Ferretti            | 19                         | Otoniel Olivas (12)        | Real Estelí                |                            |
| 2015/2016     | Real Estelí (14)           | 1–1                        | UNAN Managua               | Daniel Reyes               | UNAN Managua               | 19                         | Otoniel Olivas (12)        | Real Estelí                |                            |
| 2016/2017     | Real Estelí (15)           | brak                       | brak                       | Gregorio Torres            | Real Estelí                | 28                         | Otoniel Olivas (13)        | Real Estelí                |                            |
| Apertura 2017 | Walter Ferretti (4)        | 1–1                        | Managua                    | Mauricio Castañeda         | Real Madriz                | 12                         | Flávio da Silva (2)        | Walter Ferretti            |                            |
| Apertura 2017 | Walter Ferretti (4)        | 0–0 (w)                    | Managua                    | Mauricio Castañeda         | Real Madriz                | 12                         | Flávio da Silva (2)        | Walter Ferretti            |                            |
| Clausura 2018 | Diriangén (27)             | 2–1                        | Real Estelí                | Carlos Félix               | Juventus Managua           | 11                         | Mauricio Cruz (10)         | Diriangén                  |                            |
| Clausura 2018 | Diriangén (27)             | 1–1                        | Real Estelí                | Carlos Félix               | Juventus Managua           | 11                         | Mauricio Cruz (10)         | Diriangén                  |                            |
| Apertura 2018 | Managua (1)                | 0–0                        | Real Estelí                | Lucas dos Santos           | Managua                    | 15                         | Emilio Aburto              | Managua                    |                            |
| Apertura 2018 | Managua (1)                | 1–0                        | Real Estelí                | Lucas dos Santos           | Managua                    | 15                         | Emilio Aburto              | Managua                    |                            |
| Clausura 2019 | Real Estelí (16)           | 3–3                        | Managua                    | Edward Morillo             | Managua                    | 20                         | Sergio Rodríguez           | Real Estelí                |                            |
| Clausura 2019 | Real Estelí (16)           | 0–0 (w)                    | Managua                    | Edward Morillo             | Managua                    | 20                         | Sergio Rodríguez           | Real Estelí                |                            |
| Apertura 2019 | Real Estelí (17)           | 0–1                        | Managua                    | Carlos Félix (2)           | Managua                    | 10                         | Holver Flores              | Real Estelí                |                            |
| Apertura 2019 | Real Estelí (17)           | 2–0 (pd)                   | Managua                    | Carlos Félix (2)           | Managua                    | 10                         | Holver Flores              | Real Estelí                |                            |
| Clausura 2020 | Real Estelí (18)           | 1–1                        | Managua                    | Fernando Villalpando       | Walter Ferretti            | 10                         | Holver Flores (2)          | Real Estelí                |                            |
| Clausura 2020 | Real Estelí (18)           | 3–1                        | Managua                    | Fernando Villalpando       | Walter Ferretti            | 10                         | Holver Flores (2)          | Real Estelí                |                            |
| Apertura 2020 | Real Estelí (19)           | 0–0                        | Diriangén                  | Juan Barrera               | Real Estelí                | 13                         | Holver Flores (3)          | Real Estelí                |                            |
| Apertura 2020 | Real Estelí (19)           | 1–0                        | Diriangén                  | Juan Barrera               | Real Estelí                | 13                         | Holver Flores (3)          | Real Estelí                |                            |
| Clausura 2021 | Diriangén (28)             | 2–0                        | Managua                    | Maycon Santana             | Diriangén                  | 10                         | Flávio da Silva (3)        | Diriangén                  |                            |
| Clausura 2021 | Diriangén (28)             | 1–1                        | Managua                    | Lucas dos Santos (2)       | Managua                    | 10                         | Flávio da Silva (3)        | Diriangén                  |                            |
| Apertura 2021 | Diriangén (29)             | 1–0                        | Real Estelí                | Brian Calabrese            | Walter Ferretti            | 17                         | Flávio da Silva (4)        | Diriangén                  |                            |
| Apertura 2021 | Diriangén (29)             | 0–0                        | Real Estelí                | Brian Calabrese            | Walter Ferretti            | 17                         | Flávio da Silva (4)        | Diriangén                  |                            |
| Clausura 2022 | Diriangén (30)             | 2–0                        | Walter Ferretti            | Luis Galeano (2)           | Sport Sébaco               | 14                         | Tyrone Leiva               | Diriangén                  |                            |
| Clausura 2022 | Diriangén (30)             | 0–2 (4–2 k)                | Walter Ferretti            | Luis Galeano (2)           | Sport Sébaco               | 14                         | Tyrone Leiva               | Diriangén                  |                            |
| Apertura 2022 | Real Estelí (20)           | 3–2                        | Walter Ferretti            | Lucas dos Santos (3)       | Juventus Managua           | 16                         | Otoniel Olivas (14)        | Real Estelí                |                            |
| Apertura 2022 | Real Estelí (20)           | 1–2 (4–3 k)                | Walter Ferretti            | Lucas dos Santos (3)       | Juventus Managua           | 16                         | Otoniel Olivas (14)        | Real Estelí                |                            |
| Clausura 2023 | Real Estelí (21)           | 0–0                        | Diriangén                  | Arley Bonilla              | Walter Ferretti            | 15                         | Otoniel Olivas (15)        | Real Estelí                |                            |
| Clausura 2023 | Real Estelí (21)           | 3–0                        | Diriangén                  | Arley Bonilla              | Walter Ferretti            | 15                         | Otoniel Olivas (15)        | Real Estelí                |                            |
| Apertura 2023 | Diriangén (31)             | 1–0                        | Real Estelí                | Lucas dos Santos (4)       | Managua                    | 17                         | José Giacone               | Diriangén                  |                            |
| Apertura 2023 | Diriangén (31)             | 1–1 (pd)                   | Real Estelí                | Lucas dos Santos (4)       | Managua                    | 17                         | José Giacone               | Diriangén                  |                            |
| Clausura 2024 | Diriangén (32)             | 1–2                        | Real Estelí                | Luis Fernando Coronel      | Diriangén                  | 10                         | José Giacone (2)           | Diriangén                  |                            |
| Clausura 2024 | Diriangén (32)             | 2–0                        | Real Estelí                | Brayan Zúñiga              | Sport Sébaco               | 10                         | José Giacone (2)           | Diriangén                  |                            |
| Apertura 2024 | Diriangén (33)             | 1–1                        | Real Estelí                | Junior Arteaga             | Diriangén                  | 12                         | Edward Urroz               | Diriangén                  |                            |
| Apertura 2024 | Diriangén (33)             | 3–2 (pd)                   | Real Estelí                | Jorge García               | Matagalpa                  | 12                         | Edward Urroz               | Diriangén                  |                            |
| Clausura 2025 | Managua (2)                | 2–0                        | Real Estelí                | Edwin López                | Deportivo Ocotal           | 11                         | Emilio Aburto (2)          | Managua                    |                            |
| Clausura 2025 | Managua (2)                | 1–1                        | Real Estelí                | Edwin López                | Deportivo Ocotal           | 11                         | Emilio Aburto (2)          | Managua                    |                            |

Legenda:
- w – zasada przewagi bramek zdobytych w meczach wyjazdowych
- pd – po dogrywce
- k – seria rzutów karnych

W kolumnie „mistrz” w nawiasie podano, który w swojej historii tytuł mistrzowski zdobył dany klub.

W kolumnie „zawodnik” w nawiasie podano, który w swojej karierze tytuł króla strzelców zdobył piłkarz.

W kolumnie „trener” w nawiasie podano, który w swojej karierze tytuł mistrza zdobył trener.

Brak nawiasu w kolumnach „zawodnik” lub „trener” oznacza pierwszy tytuł.

W sezonach 2008/2009, 2011/2012, 2012/2013, 2013/2014 i 2016/2017 jeden klub wygrał zarówno jesienną fazę Apertura, jak i wiosenną Clausura, a wicemistrza zdecydowano się nie wyłaniać.

## Klasyfikacja medalowa
| #   | Klub                  | Tytuły | Tytuły |                    | Tytuły (lata)      | Tytuły (lata)      | Tytuły (lata)      | Tytuły (lata)      | Tytuły (lata)      | Tytuły (lata)      | Tytuły (lata)      | Tytuły (lata)      | Tytuły (lata)      | Tytuły (lata)          | Tytuły (lata)          | Tytuły (lata)          | Tytuły (lata)          | Tytuły (lata)          | Tytuły (lata)          | Tytuły (lata)          | Tytuły (lata)          | Tytuły (lata)          | Tytuły (lata)          | Tytuły (lata) |
| #   | Klub                  |        |        | Mistrzostwa (lata) | Mistrzostwa (lata) | Mistrzostwa (lata) | Mistrzostwa (lata) | Mistrzostwa (lata) | Mistrzostwa (lata) | Mistrzostwa (lata) | Mistrzostwa (lata) | Mistrzostwa (lata) | Mistrzostwa (lata) | Wicemistrzostwa (lata) | Wicemistrzostwa (lata) | Wicemistrzostwa (lata) | Wicemistrzostwa (lata) | Wicemistrzostwa (lata) | Wicemistrzostwa (lata) | Wicemistrzostwa (lata) | Wicemistrzostwa (lata) | Wicemistrzostwa (lata) | Wicemistrzostwa (lata) |               |
| --- | --------------------- | ------ | ------ | ------------------ | ------------------ | ------------------ | ------------------ | ------------------ | ------------------ | ------------------ | ------------------ | ------------------ | ------------------ | ---------------------- | ---------------------- | ---------------------- | ---------------------- | ---------------------- | ---------------------- | ---------------------- | ---------------------- | ---------------------- | ---------------------- | ------------- |
| 1.  | Diriangén             | 33     | 11     | 1940               | 1941               | 1942               | 1943               | 1944               | 1945               | 1949               | 1953               | 1956               | 1959               | 1948                   | 1985                   | 1988                   | 1991                   | 1999                   | 2001                   | 2003                   | A2003                  | C2004                  | A2020                  |               |
| 1.  | Diriangén             | 33     | 11     | 1969               | 1970               | 1974               | 1981               | 1982               | 1983               | 1987               | 1989               | 1992               | 1995               | C2023                  |                        |                        |                        |                        |                        |                        |                        |                        |                        |               |
| 1.  | Diriangén             | 33     | 11     | 1996               | 1997               | 2000               | A2004              | C2005              | 2006               | C2018              | C2021              | A2021              | C2022              |                        |                        |                        |                        |                        |                        |                        |                        |                        |                        |               |
| 1.  | Diriangén             | 33     | 11     | A2023              | C2024              | A2024              |                    |                    |                    |                    |                    |                    |                    |                        |                        |                        |                        |                        |                        |                        |                        |                        |                        |               |
|     |                       |        |        |                    |                    |                    |                    |                    |                    |                    |                    |                    |                    |                        |                        |                        |                        |                        |                        |                        |                        |                        |                        |               |
| 2.  | Real Estelí           | 21     | 12     | 1991               | 1999               | 2003               | A2003              | C2004              | 2007               | 2008               | 2009               | 2010               | 2011               | 1995                   | 1997                   | A2004                  | 2006                   | 2015                   | C2018                  | A2018                  | A2021                  | A2023                  | C2024                  |               |
| 2.  | Real Estelí           | 21     | 12     | 2012               | 2013               | 2014               | 2016               | 2017               | C2019              | A2019              | C2020              | A2020              | A2022              | A2024                  | C2025                  |                        |                        |                        |                        |                        |                        |                        |                        |               |
| 2.  | Real Estelí           | 21     | 12     | C2023              |                    |                    |                    |                    |                    |                    |                    |                    |                    |                        |                        |                        |                        |                        |                        |                        |                        |                        |                        |               |
|     |                       |        |        |                    |                    |                    |                    |                    |                    |                    |                    |                    |                    |                        |                        |                        |                        |                        |                        |                        |                        |                        |                        |               |
| 3.  | Santa Cecilia         | 5      | 0      | 1961               | 1965               | 1971               | 1972               | 1973               |                    |                    |                    |                    |                    |                        |                        |                        |                        |                        |                        |                        |                        |                        |                        |               |
|     |                       |        |        |                    |                    |                    |                    |                    |                    |                    |                    |                    |                    |                        |                        |                        |                        |                        |                        |                        |                        |                        |                        |               |
| 4.  | Walter Ferretti       | 4      | 8      | 1998               | 2001               | 2015               | A2017              |                    |                    |                    |                    |                    |                    | 1990                   | 2000                   | 2002                   | 2008                   | 2010                   | 2011                   | C2022                  | A2022                  |                        |                        |               |
|     |                       |        |        |                    |                    |                    |                    |                    |                    |                    |                    |                    |                    |                        |                        |                        |                        |                        |                        |                        |                        |                        |                        |               |
| 5.  | UCA                   | 4      | 0      | 1968               | 1975               | 1976               | 1977               |                    |                    |                    |                    |                    |                    |                        |                        |                        |                        |                        |                        |                        |                        |                        |                        |               |
|     |                       |        |        |                    |                    |                    |                    |                    |                    |                    |                    |                    |                    |                        |                        |                        |                        |                        |                        |                        |                        |                        |                        |               |
| 6.  | América Managua       | 3      | 1      | 1985               | 1988               | 1990               |                    |                    |                    |                    |                    |                    |                    | 1987                   |                        |                        |                        |                        |                        |                        |                        |                        |                        |               |
|     |                       |        |        |                    |                    |                    |                    |                    |                    |                    |                    |                    |                    |                        |                        |                        |                        |                        |                        |                        |                        |                        |                        |               |
| 7.  | Aduana                | 3      | 0      | 1950               | 1951               | 1955               |                    |                    |                    |                    |                    |                    |                    |                        |                        |                        |                        |                        |                        |                        |                        |                        |                        |               |
|     |                       |        |        |                    |                    |                    |                    |                    |                    |                    |                    |                    |                    |                        |                        |                        |                        |                        |                        |                        |                        |                        |                        |               |
| 8.  | Managua               | 2      | 5      | A2018              | C2025              |                    |                    |                    |                    |                    |                    |                    |                    | A2017                  | C2019                  | A2019                  | C2020                  | C2021                  |                        |                        |                        |                        |                        |               |
|     |                       |        |        |                    |                    |                    |                    |                    |                    |                    |                    |                    |                    |                        |                        |                        |                        |                        |                        |                        |                        |                        |                        |               |
| 9.  | Juventus Managua      | 2      | 3      | 1993               | 1994               |                    |                    |                    |                    |                    |                    |                    |                    | b.d.                   | b.d.                   | b.d.                   |                        |                        |                        |                        |                        |                        |                        |               |
|     |                       |        |        |                    |                    |                    |                    |                    |                    |                    |                    |                    |                    |                        |                        |                        |                        |                        |                        |                        |                        |                        |                        |               |
| 10. | Ferrocarril           | 2      | 0      | 1946               | 1948               |                    |                    |                    |                    |                    |                    |                    |                    |                        |                        |                        |                        |                        |                        |                        |                        |                        |                        |               |
| 10. |                       |        |        |                    |                    |                    |                    |                    |                    |                    |                    |                    |                    |                        |                        |                        |                        |                        |                        |                        |                        |                        |                        |               |
| 10. | Club Atlético         | 2      | 0      | 1934               | 1958               |                    |                    |                    |                    |                    |                    |                    |                    |                        |                        |                        |                        |                        |                        |                        |                        |                        |                        |               |
| 10. |                       |        |        |                    |                    |                    |                    |                    |                    |                    |                    |                    |                    |                        |                        |                        |                        |                        |                        |                        |                        |                        |                        |               |
| 10. | Flor de Caña          | 2      | 0      | 1966               | 1967               |                    |                    |                    |                    |                    |                    |                    |                    |                        |                        |                        |                        |                        |                        |                        |                        |                        |                        |               |
| 10. |                       |        |        |                    |                    |                    |                    |                    |                    |                    |                    |                    |                    |                        |                        |                        |                        |                        |                        |                        |                        |                        |                        |               |
| 10. | Deportivo Masaya      | 2      | 0      | 1984               | 1986               |                    |                    |                    |                    |                    |                    |                    |                    |                        |                        |                        |                        |                        |                        |                        |                        |                        |                        |               |
|     |                       |        |        |                    |                    |                    |                    |                    |                    |                    |                    |                    |                    |                        |                        |                        |                        |                        |                        |                        |                        |                        |                        |               |
| 14. | Alas                  | 1      | 0      | 1933               |                    |                    |                    |                    |                    |                    |                    |                    |                    |                        |                        |                        |                        |                        |                        |                        |                        |                        |                        |               |
| 14. |                       |        |        |                    |                    |                    |                    |                    |                    |                    |                    |                    |                    |                        |                        |                        |                        |                        |                        |                        |                        |                        |                        |               |
| 14. | Lido                  | 1      | 0      | 1939               |                    |                    |                    |                    |                    |                    |                    |                    |                    |                        |                        |                        |                        |                        |                        |                        |                        |                        |                        |               |
| 14. |                       |        |        |                    |                    |                    |                    |                    |                    |                    |                    |                    |                    |                        |                        |                        |                        |                        |                        |                        |                        |                        |                        |               |
| 14. | Colegio Centroamérica | 1      | 0      | 1947               |                    |                    |                    |                    |                    |                    |                    |                    |                    |                        |                        |                        |                        |                        |                        |                        |                        |                        |                        |               |
| 14. |                       |        |        |                    |                    |                    |                    |                    |                    |                    |                    |                    |                    |                        |                        |                        |                        |                        |                        |                        |                        |                        |                        |               |
| 14. | La Salle              | 1      | 0      | 1954               |                    |                    |                    |                    |                    |                    |                    |                    |                    |                        |                        |                        |                        |                        |                        |                        |                        |                        |                        |               |
| 14. |                       |        |        |                    |                    |                    |                    |                    |                    |                    |                    |                    |                    |                        |                        |                        |                        |                        |                        |                        |                        |                        |                        |               |
| 14. | La Nica               | 1      | 0      | 1960               |                    |                    |                    |                    |                    |                    |                    |                    |                    |                        |                        |                        |                        |                        |                        |                        |                        |                        |                        |               |
| 14. |                       |        |        |                    |                    |                    |                    |                    |                    |                    |                    |                    |                    |                        |                        |                        |                        |                        |                        |                        |                        |                        |                        |               |
| 14. | Búfalos               | 1      | 0      | 1980               |                    |                    |                    |                    |                    |                    |                    |                    |                    |                        |                        |                        |                        |                        |                        |                        |                        |                        |                        |               |
|     |                       |        |        |                    |                    |                    |                    |                    |                    |                    |                    |                    |                    |                        |                        |                        |                        |                        |                        |                        |                        |                        |                        |               |
| 20. | Bautista              | 0      | 1      |                    |                    |                    |                    |                    |                    |                    |                    |                    |                    | 1996                   |                        |                        |                        |                        |                        |                        |                        |                        |                        |               |
| 20. |                       |        |        |                    |                    |                    |                    |                    |                    |                    |                    |                    |                    |                        |                        |                        |                        |                        |                        |                        |                        |                        |                        |               |
| 20. | Masachapa             | 0      | 1      |                    |                    |                    |                    |                    |                    |                    |                    |                    |                    | 1998                   |                        |                        |                        |                        |                        |                        |                        |                        |                        |               |
| 20. |                       |        |        |                    |                    |                    |                    |                    |                    |                    |                    |                    |                    |                        |                        |                        |                        |                        |                        |                        |                        |                        |                        |               |
| 20. | Parmalat              | 0      | 1      |                    |                    |                    |                    |                    |                    |                    |                    |                    |                    | C2005                  |                        |                        |                        |                        |                        |                        |                        |                        |                        |               |
| 20. |                       |        |        |                    |                    |                    |                    |                    |                    |                    |                    |                    |                    |                        |                        |                        |                        |                        |                        |                        |                        |                        |                        |               |
| 20. | Real Madriz           | 0      | 1      |                    |                    |                    |                    |                    |                    |                    |                    |                    |                    | 2007                   |                        |                        |                        |                        |                        |                        |                        |                        |                        |               |
| 20. |                       |        |        |                    |                    |                    |                    |                    |                    |                    |                    |                    |                    |                        |                        |                        |                        |                        |                        |                        |                        |                        |                        |               |
| 20. | UNAN Managua          | 0      | 1      |                    |                    |                    |                    |                    |                    |                    |                    |                    |                    | 2016                   |                        |                        |                        |                        |                        |                        |                        |                        |                        |               |

- b.d. – brak danych